# عقوبة الإعدام في قطر
عقوبة الإعدام عقوبة قانونية في دولة قطر. يُعد التجسس وأي تهديدات للأمن القومي من أولى الجرائم التي تستوجب عقوبة الإعدام. وتعد الردة، والعلاقات الجنسية المثلية، وازدراء الأديان جرائمًا يُعاقب عليها بالإعدام، لكن لم تُطبق عقوبة الإعدام على هذه التهم.
الجرائم الأخرى مثل القتل، والسطو بالقتل، والحرق العمد، والتعذيب، والاختطاف، والإرهاب، والاغتصاب، والاتجار بالمخدرات، والابتزاز عن طريق التهديد باتهام بجريمة شرف، وشهادة الزور التي تؤدي إلى الإعدام الخطأ، وخيانة الوطن فيحتمل تطبيق الإعدام عليها.
ومع ذلك فإن أحدث الإعدامات التي نفذت في قطر كانت بتهمة القتل العمد (في مارس/آذار 2003 ومايو/أيار 2020).
تُطبق عقوبة الإعدام في قطر رميّا بالرصاص، وقليلًا ما تُطبق أحكام الإعدام، فقد طُبق آخر حكم إعدام في مايو 2020 بعد توقف دام 17 عامًا.
في أكتوبر/تشرين الأول 2023 حكمت قطر على ثمانية ضباط سابقين بحريين هنود بالإعدام بتهمة التجسس لصالح إسرائيل [الإنجليزية] إلا أنها خففت العقوبة فيما بعد حتى أفرجت عنهم بعد قرار من محكمة قطرية.